# Hermann Ploucquet

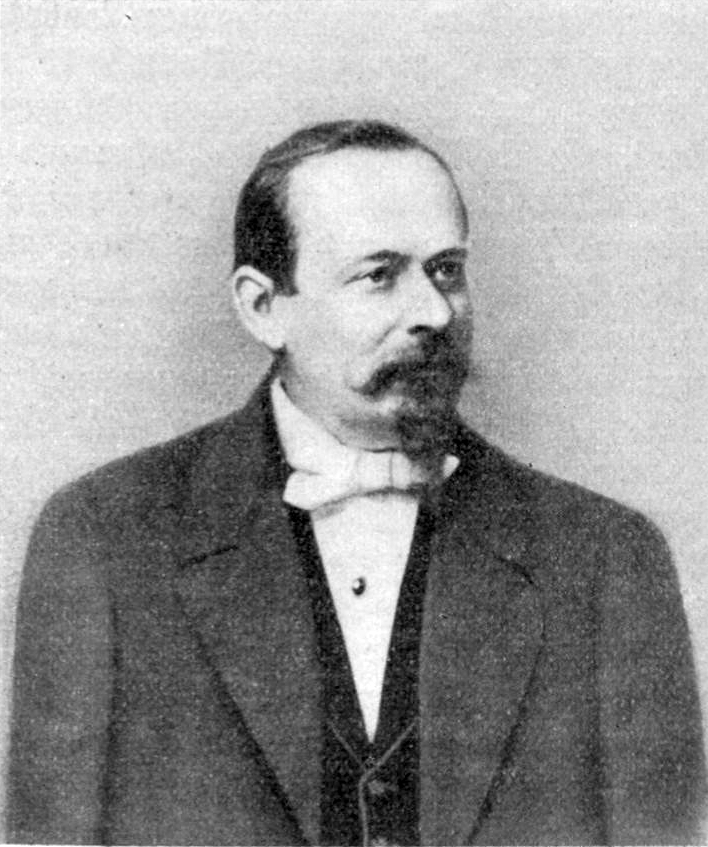
Hermann Ploucquet

Hermann Ploucquet (* 12. April 1816 in Stuttgart; † 16. Februar 1878 ebenda) war Tierpräparator am Königlichen Naturalienkabinett in Stuttgart und unterhielt ein „Zoologisches Museum“ mit einer riesigen Sammlung von präparierten Tieren und Tiergruppen.
Seine naturalistische Darstellungsweise präparierter Tiere stand im Gegensatz zu dem trockenen, wissenschaftlichen Präparationsstil seiner Zeit. Er entwickelte Dioramen mit Tiergruppen in ihrer natürlichen Lebensumgebung und humorvolle Szenerien mit vermenschlichten Tierdarstellungen. Die Ausstellung seiner Tiergruppen auf der ersten Weltausstellung in London 1851 hatte großen Erfolg und verschaffte Ploucquet einen richtungweisenden Einfluss auf die Entwicklung der Tierpräparation.

## Leben und Werk

### Herkunft
Hermann Ploucquet wurde am 12. April 1816 in Stuttgart als jüngstes Kind des Schönfärbers Karl Ploucquet (1778–1855) und seiner Frau (1788–1855) geboren. Sein Vater entstammte einer alten Hugenottenfamilie, aus der einige berühmte Mitglieder hervorgingen.
Die Mutter war eine Tochter des herzoglich württembergischen Landbaukontrolleurs Johann Eberhard Etzel (1745–1792) und eine Schwester des Oberbaurats Eberhard von Etzel, des Erbauers der Neuen Weinsteige in Stuttgart.

### Jugend
Die Familie Ploucquet lebte in „kümmerlichen Verhältnissen“. Um seinen Verwandten beizustehen, nahm Hermanns Onkel Eberhard von Etzel die Familie in sein Haus in der Langen Straße 61 auf. Er kümmerte sich besonders um die Ausbildung seines begabten jungen Neffen. Dieser besuchte die Realschule und erhielt Zeichen- und Kunstunterricht von seinem Onkel. Hermann war mehr dem Sport und der Natur zugetan als den geistigen Fächern. Im Selbstunterricht erlernte er das Präparieren von Tieren und konnte durch den Verkauf der Präparate zur Unterstützung der Familie beitragen.
Als mit der Konfirmation die Berufswahl anstand, wäre er am liebsten Maler oder Bildhauer geworden, musste aber aus Gründen des Broterwerbs eine Gärtnerlehre bei dem Hofgärtner Bosch antreten. Der Aufenthalt im Freien und der Kontakt mit der Natur kam seinem Temperament entgegen. Nebenher beschäftigte er sich weiterhin mit dem Präparieren von Tieren. Nach Abschluss seiner Lehre fand der 17-Jährige 1833 auf Grund seiner hervorragenden Kenntnisse und Fähigkeiten in der Tierpräparation eine Stelle als Gehilfe beim Königlichen Naturalienkabinett in Stuttgart. 1853 trat er in die Freimaurerloge zu den 3 Cedern in Stuttgart ein, die er 1862 wegen „andauernder Kränklichkeit“ wieder verließ.

### Museumspräparator

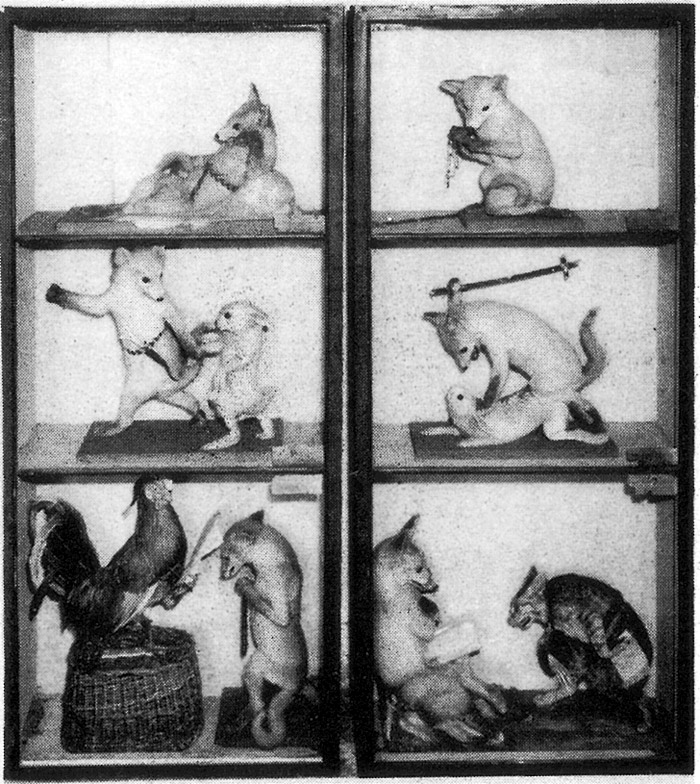
Szenen aus dem Leben von Reineke Fuchs

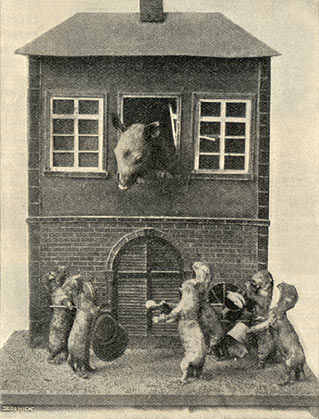
Kätzchenserenade für das Schwein

Im Naturalienkabinett wurde Ploucquet als Gehilfe zum Abbälgen und Ausstopfen von Tieren herangezogen, hatte aber als nicht-wissenschaftlicher Mitarbeiter kaum Aufstiegschancen. Erst 1847 wurde er zum Präparator ernannt. Das Staatliche Museum für Naturkunde Stuttgart verdankt Ploucquet zahllose Präparate, so unter anderem 212 von den 2711 Vogelpräparaten des Museums.
In seiner Freizeit führte Ploucquet private Präparationsaufträge aus. Ploucquet brachte es zur Meisterschaft in seinem Handwerk und entwickelte sich zu einem Künstler in seinem Fach, „verstand er es doch wie kein anderer, die Tiere in all ihrer Eigenart derart lebensnah wiederzugeben, daß der Beschauer des üblichen musealen Hauchs des Todes nicht gewahr wurde“. Seine naturalistische Darstellungsweise stand im Gegensatz zu dem trockenen, wissenschaftlichen Präparationsstil seiner Zeit.

### Dioramen
Er präparierte Vögel in Nestern oder auf Ästen, die verstorbenen Haustiere seiner Mitmenschen oder die Jagdbeute von Jägern. Bald schuf er auch Dioramen, Lebensgemeinschaften von Tieren, die er in verschiedenen Altersstufen, in beiderlei Geschlecht und in Sommer- und Winterkleid in einer naturähnlichen Umgebung und in dramatischen Jagdszenen darstellte.
Angeregt durch die Tierkarikaturen von Wilhelm von Kaulbach und Grandville stellte er auch humorige Darstellungen vermenschlichter Tiere zusammen, die den Beschauer zum Lachen und Nachdenken brachten und besonders die Kinder begeisterten. Durch seine Ausstellungen in Leipzig 1850, London 1851 und München 1854 erregte Ploucquet internationale Aufmerksamkeit, die ihm einen richtungweisenden Einfluss auf die Entwicklung der Tierpräparation verschaffte.

### Zoologisches Museum
Hermann Ploucquet gab 1858 seine Stellung am Königlichen Naturalienkabinett auf, um sich ganz seinem eigenen Betrieb widmen zu können, aber auch weil ihm „das Arbeiten mehr und mehr verleidet worden war; denn der Leiter des Kabinetts Christian Ferdinand Friedrich Krauss wußte den Tätigkeitsdrang und den Unternehmungsgeist seiner Präparatoren nicht zu schätzen, geschweige zu würdigen oder gar für die eigene Anstalt zu nutzen, er war und blieb ein engherziger, wenn nicht engstirniger, zuweilen recht unduldsamer Vorgesetzter“.
Zur Bewältigung seiner zahlreichen Aufträge und seiner eigenen Vorhaben erwarb er ein Anwesen in der Kronenstraße 11. Zu seiner Unterstützung stellte er Mitarbeiter ein, die er in der Präparation unterrichtete. Seine einzige, unverheiratete Schwester Pauline, die dem ebenfalls ledigen Bruder seit dem Tod der Eltern 1855 den Haushalt führte, war eine talentierte Kleiderkünstlerin und besorgte das Bekleiden der Tierpuppen. In einem großen Gartensalon (30 × 10 Meter) richtete Ploucquet sein „Zoologisches Museum“ mit seiner riesigen Sammlung ausgestopfter Tiere und Tiergruppen ein.
Wegen der Erweiterung des Bahnhofsgeländes musste er sein Anwesen 1864 aufgeben und seine Sammlung provisorisch in Bauhütten des Polytechnikums unterbringen, bis er 1869 sein neu erbautes Anwesen am Herdweg 56 beziehen konnte. Hier richtete er wieder sein Museum ein, das aber auf Grund der weiten Entfernung vom damaligen Stadtinnern nicht den gewünschten Erfolg brachte. Ploucquet verkaufte seine Sammlung, die noch zwei Jahre lang im Mineralbad Berg gezeigt wurde, bevor sie an den Kristallpalast in Sydenham bei London weiterveräußert wurde. Dort wurde die Sammlung bei einem Brand 1936 vernichtet.

### Lebensabend
Nach dem Tod seiner Schwester Pauline um 1869 sorgte ein verwandtes Ehepaar für Ploucquet. Der Erlös seiner Sammlungen gestattete ihm einen finanziell sorgenfreien Lebensabend. Der berufsbedingte Kontakt mit Arsenik, das zur Haltbarmachung der Tierpräparate verwendet wurde, führte bei Ploucquet zu fortschreitender Blindheit, so dass er nicht mehr als Präparator arbeiten konnte. Als gelernter Gärtner fand er sein Vergnügen in der Bebauung seiner Gartenanlagen und der Bewirtschaftung einer kleinen Landwirtschaft. Er starb im Alter von 61 Jahren am 16. Februar 1878 in Stuttgart und wurde auf dem Pragfriedhof bestattet.

## Ausstellungen
Durch seine Teilnahme an Ausstellungen in den 1850er Jahren erregte Ploucquet internationale Aufmerksamkeit, die ihm einen richtungweisenden Einfluss auf die Entwicklung der Tierpräparation verschaffte. Er stellte seine Tiergruppen 1850 auf der Industrie-Ausstellung in #Leipzig aus, 1851 auf der Weltausstellung in #London und 1854 auf der Industrie-Ausstellung in München.

### Leipzig
1850 nahm Ploucquet erstmals an einer überregionalen Ausstellung teil. Bei der Industrie-Ausstellung in Leipzig fanden seine Tiergruppen großen Anklang:

„Die Thiergruppen von Ploucquet … sind in der That ausgezeichnet und haben beständig einen großen Theil von Beschauern vor sich. Nicht allein, daß die einzelnen Thiere mit der größten Naturtreue ausgestopft und gestellt sind, sondern es ist auch die Anordnung der Gruppen derselben eben so anziehend als geistreich. … Die beiden dargestellten Hauptgruppen sind: ein Fuchsbau, wo das Treiben der jungen Füchse in der That belustigend ist und dann ein Hühnerhund, stehend vor einem Volk Rebhühner, eine Gruppe die bis in die kleinste Einzelnheit der Natur abgelauscht erscheint.“

Auch seine Karikaturen, zum Beispiel „eifrige Duellanten, denen die Maulwürfe das Grab graben“, erregten allgemeine Heiterkeit.

### London
1851 nahm Ploucquet mit einer großen Anzahl seiner Tiergruppen an der ersten Weltausstellung in London teil, wo er sich persönlich um die Aufstellung seiner Exponate im Kristallpalast kümmerte. Laut Katalog wurden die folgenden Exponate ausgestellt:

„Gruppen ausgestopfter Tiere und Vögel. Eine Hirschjagd. Eine Wildschweinhatz. Gruppen und Nester verschiedener Beutevögel. Eulen erbeutende Habichte. Gruppen verschiedener Arten einheimischer Vögel mit ihren Jungen.“

Ploucquets Tiergruppen waren einer der Publikumsmagnete der Ausstellung und ständig umlagert von den großen und kleinen Besuchern. Die neuartige, lebendige Präsentation toter, ausgestopfter Tiere wurde bewundert, und die satirischen Darstellungen trafen den Nerv der Engländer für skurrilen Humor. Das Echo in der Presse war überwältigend. Einige von Ploucquets Arrangements hielt der Fotograf Antoine Claudet auf Daguerreotypien fest, die Harrison William Weir als Vorlage für Holzschnitte dienten und zusammen mit Rahmenerzählungen unter dem Titel „The comical creatures from Wurtemberg“ (Die komischen Geschöpfe aus Württemberg) veröffentlicht wurden. Die in dem Buch enthaltene Nacherzählung von Goethes Reineke Fuchs, die mit sechs Szenen von Ploucquets Tiergruppen illustriert wurde, machte die bis dahin unbekannte Geschichte in England populär.
Die beiden folgenden Abbildungen zeigen Hermann Ploucquets Schaukasten „The kittens at tea“ (Die Kätzchen beim Tee). Links: Daguerreotypie von Antoine Claudet, rechts: Holzschnitt von Harrison William Weir.
|  |  |

Die beiden folgenden Abbildungen zeigen Hermann Ploucquets Schaukasten „Reynard in the likeness of a hermit“ (Reineke als Eremit). Links: Daguerreotypie von Antoine Claudet, Mitte: Holzschnitt von Harrison William Weir. Die rechte Abbildung zeigt einen Holzschnitt nach einer Zeichnung von Wilhelm von Kaulbach von 1846, die Ploucquet als Vorlage diente.
|  |  |  |

Die beiden folgenden Stiche zeigen zwei Großtiergruppen von Hermann Ploucquet.
Links: Wildschweinhatz, rechts: Hirschjagd.
|  |  |

### Leben und Werk
- Karl Dietrich Adam: Aus der 200jährigen Geschichte des Stuttgarter Naturkundemuseums. Staatliches Museum für Naturkunde, Stuttgart 1991, S. 5, 18–19; archive.org
- Karl Büchele: Stuttgart und seine Umgebungen für Einheimische und Fremde. Stuttgart 1858, S. 137–140; Textarchiv – Internet Archive
- Hermann Ploucquet. Ein Seitenstück zum Affenwerner. In: Eugen Dolmetsch: Bilder aus Alt-Stuttgart. Nacherzähltes und Selbsterlebtes. Stuttgart 1930, S. 94–112.
- Hermann Ploucquet, Philipp Leopold Martin: Kurze Anleitung zum Sammeln natur-historischer, vorzüglich zoologischer Gegenstände, in Ueberarbeitung mit H. Ploucquet bearbeitet von L. Martin, Präparatoren in Stuttgart. In: Journal für Ornithologie, 1863, Jahrgang 11, S. 144–153; archive.org
- Stuttgarter Adressbücher, 1800–1880, wlb-stuttgart.de
- Friederike Woog, Holger Haag, Iris Heynen: Die Vogelsammlung des Staatlichen Museums für Naturkunde Stuttgart (SMNS) – Funde aus Deutschland mit Schwerpunkt Baden-Württemberg. In:  Jahreshefte der Gesellschaft für Naturkunde in Württemberg , 2003, Jahrgang 159, S. 207–263; researchgate.net (PDF; 468 kB)
- Rachel Youdelman: Iconic Eccentricity: The Meaning of Victorian Novelty Taxidermy. In: PsyArt, 2017, Jahrgang 21, S. 38–68, journal.psyart.org (PDF)

### Ausstellungen
- William G. FitzGerald: Side-Shows III. In: The Strand Magazine. An Illustrated Monthly, 1897, Jahrgang 13, Januar–Juni, S. 521–528, hier: 523–525; Textarchiv – Internet Archive
- Ein Besuch der Gewerbe-Ausstellung in Leipzig im April 1850: Besonderer Abdruck des vorläufigen Berichtes der Leipziger Handels-Zeitung. Expedition der Handelszeitung, Leipzig 1850, S. 63–64; books.google.de
- Katalog der Industrie-Ausstellung in Leipzig. 1850. Leipzig 1850, S. 115, Katalognummer 1291; slub-dresden.de (PDF)
- Great Exhibition of the works of industry of all nations, 1851. Official Descriptive and Illustrated Catalog. Volume 3: Foreign States. Spicer, London 1851, S. 1120–1121; books.google.de
- Katalog der allgemeinen deutschen Industrie-Ausstellung zu München im Jahre 1854. München, 1854, S. 226 Katalognummer 6758; archive.org
- Hermann Ploucquet: The comical creatures from Wurtemberg: including the story of Reynard the fox / with 20 illustrations, drawn from the stuffed animals contributed by Hermann Ploucquet of Stuttgart to the Great Exhibition. 2. edition. Bogue, London 1851; archive.org
- Routledge’s Guide through the Great Exhibition: containing a description of every principal object of interest: with a plan, pointing out the easiest and most systematic way of examining the contents of the Crystal Palace by Great Exhibition. G. Routledge, London 1851, S. 136–137; archive.org